# Championnats du monde de cross-country 2008
Navigation
Édition précédente Édition suivante
Les 36e Championnats du monde de cross-country IAAF  se sont déroulés le 30 mars 2008 à Édimbourg en Écosse.

## Parcours
Les distances parcourues sont 12 km pour la course senior masculine, 7,905 km pour la course senior féminine et la course junior masculine, et 6,04 km pour la course junior féminine.

## Résultats

### Cross long hommes

#### Individuel
| Place              | Athlète                | Pays     | Temps       |
| ------------------ | ---------------------- | -------- | ----------- |
| Médaille d'or      | Kenenisa Bekele        | Éthiopie | 34 min 38 s |
| Médaille d'argent  | Leonard Patrick Komon  | Kenya    | 34 min 41 s |
| Médaille de bronze | Zersenay Tadese        | Érythrée | 34 min 43 s |
| 4                  | Joseph Ebuya           | Kenya    | 34 min 47 s |
| 5                  | Moses Ndiema Masai     | Kenya    | 35 min 02 s |
| 6                  | Felix Kikwai Kibore    | Qatar    | 35 min 15 s |
| 7                  | Gideon Lekumok Ngatuny | Kenya    | 35 min 16 s |
| 8                  | Ahmad Hassan Abdullah  | Qatar    | 35 min 18 s |
| 9                  | Habtamu Fikadu         | Éthiopie | 35 min 19 s |
| 10                 | Bernard Kiprop Kipyego | Kenya    | 35 min 24 s |

#### Équipes
| Médaille | Athlètes | Points  |
| Or       | Kenya Leonard Komon (2e) Joseph Ebuya (4e) Moses Ndiema Masai (5e) Gideon Ngatuny (7e) Bernard Kipyego (10e) Hosea Macharinyang (11e)                    | 39 pts  |
| Argent   | Éthiopie Kenenisa Bekele (1er) Habtamu Fikadu (9e) Sileshi Sihine (15e) Gebre Gebremariam (17e) Dereje Debele (21e) Abebe Dinkesa (41e)                  | 104 pts |
| Bronze   | Qatar Felix Kikwai Kibore (6e) Ahmad Hassan Abdullah (8e) Sultan Khamis Zaman (22e) Shami Mubarak (25e) Gamal Belal Salem (34e) Essa Ismail Rashed (48e) | 143 pts |

### Course juniors hommes

#### Individuel
| Médaille | Athlète                   | Temps       |
| Or       | Ibrahim Jeilan (ETH)      | 22 min 38 s |
| Argent   | Ayele Abshero (ETH)       | 22 min 40 s |
| Bronze   | Lucas Kimeli Rotich (KEN) | 22 min 42 s |

#### Équipes
| Médaille | Athlètes | Points |
| Or       | Kenya    | 21 pts |
| Argent   | Éthiopie | 28 pts |
| Bronze   | Ouganda  | 37 pts |

### Cross long femmes

#### Individuel
| Médaille | Athlète               | Temps       |
| Or       | Tirunesh Dibaba (ETH) | 25 min 10 s |
| Argent   | Mestawet Tufa (ETH)   | 25 min 15 s |
| Bronze   | Linet Masai (KEN)     | 25 min 18 s |

#### Équipes
| Médaille | Athlètes                                                                                            | Points |
| Or       | Éthiopie Tirunesh Dibaba (1re) Mestawet Tufa (2e) Gelete Burka (6e) Meselech Melkamu (9e)           | 18 pts |
| Argent   | Kenya Linet Masai (3e) Doris Changeywo (4e) Priscah Cherono (7e) Margaret Muriuki (8e)              | 22 pts |
| Bronze   | Australie Benita Johnson (11e) Lisa Jane Weightman (20e) Melissa Rollison (26e) Anna Thompson (27e) | 84 pts |

### Cross Junior Femmes

#### Individuel
| Médaille | Athlète                    | Temps       |
| Or       | Genzebe Dibaba (ETH)       | 19 min 59 s |
| Argent   | Irine Chepet Cheptai (KEN) | 20 min 04 s |
| Bronze   | Emebt Etea (ETH)           | 20 min 06 s |

#### Équipes
| Médaille | Athlètes | Points |
| Or       | Éthiopie | 16 pts |
| Argent   | Kenya    | 20 pts |
| Bronze   | Japon    | 57 pts |